# Córdoba jezsuita épületei és birtokai
Córdoba jezsuita épületei és birtokai (spanyol: Manzana Jesuítica y Estancia de Córdoba) a volt jezsuita redukció, a jezsuiták által kormányzott település misszionáriusok által emelt épületei és birtokai Argentínában, Córdobában, amelyek 2000 óta a világörökség listáján szerepelnek.
A Manzana Jesuítica magába foglalja Córdoba egyetemét (Universidad Mayor de San Carlos, ma Universidad Nacional de Córdoba), amely egyike a legrégibb dél-amerikai egyetemeknek, a Monserrat Középiskolát (Collegio Nacional de Monserrat), amely eredetileg a jezsuiták teológiai főiskolája volt (Collegio Maxima), egy barokk templomot (Templo de la Compañía de Jesús) és több lakóépületet. Hogy fenntarthassák létesítményeiket, a jezsuiták hat estanciát, vagyis birtokot üzemeltettek Córdoba tartományban, Caroyát, Jesús Maríát, Santa Catalinát, Alta Graciát, Candelariát, és San Ignaciót.
A birtokok és az épületek kialakítása 1615-ben kezdődött, s a jezsuiták tulajdonában maradt 1767-ig, amikor III. Károly spanyol király egy rendelkezésével kiutasította őket a kontinensről. A tulajdonuk a ferencesekhez került 1853-ig, mikor a jezsuiták visszatértek Amerikába. Azonban az egyetem és a középiskola egy évvel később állami tulajdonba került.
Mindegyik birtoknak van saját temploma és épületei, s ezek köré olykor városok nőttek, mint Alta Gracia. A San Ignacio estancia megszűnt, de a többi birtok az épületekkel együtt látogatható; „A jezsuita estanciák útja” közel 250 kilométer hosszúságú.

## Alta Gracia
Alta Gracia (eredeti nevén Santuario de Nuestra Señora de Alta Gracia), a jezsuiták jelentős birtoka ma már 43000 lakosú város (2001). Más estanciákkal együtt azért létesült a 17. században, hogy gazdasági hátteret biztosítson a córdobai egyetem és más oktatási központok működéséhez. A későbbiekben birtokosai egyike Manuel de Falla volt, a híres zeneszerző, aki Alta Graciában halt meg 1946-ban. A város és ezzel együtt Argentína egyik legjelentősebb műemléke a jezsuiták által emelt barokk stílusú, torony nélküli templom, az Iglesia de la Estancia Jesuítica.